# アプリリア・RSV4
RSV4(アールエスブイフォー)は、アプリリアが2009年に発売した水冷4ストロークV型4気筒のオートバイである。日本でも同年より販売が開始された。

## 概要
アプリリアがRSV mille SPに代わるスーパーバイク世界選手権参戦の為のホモロゲーションモデルとして開発したスーパースポーツモデルである。
VツインエンジンだったRSV mille SPに対して、RSV4ではV型4気筒エンジンを採用している。さらにレース参戦前提モデルという事もあるが、F.C.C.製スリッパークラッチやプロトタイプマシンなどで広く採用されているカセットタイプのトランスミッションなど、他社のスーパースポーツモデルすら凌駕するハイスペックな仕様のエンジンとなっている。さらにマスの集中化を徹底した重量配分など、近年のトレンドを取り入れた設計がなされている
このマシンでの参戦2年目となる2010年にマックス・ビアッジの手によりスーパーバイク世界選手権チャンピオンに輝いている。2012年のMotoGPのMotoGPクラスのCRT(クレーミングルール)用として、アプリリアの関連会社であるアプリリア・レーシング・テクノロジー(ART)が、この車両のエンジン(スーパーバイク選手権用エンジンがベースであるが、エンジン基数制限の関係でスーパーバイク選手権のものをデチューンしているというにオリジナルのシャーシを組み合わせたマシンを複数のチームが使用している。

## モデル一覧

### 2009年式(初代)
車体はショーワ製フロントフォークやSACHS製リアショック及びステアリングダンパーにブレンボ製ブレーキキャリパーなど、サーキットでのスポーツ走行にも十二分に対応できる装備がなされている。なお日本国外仕様のエンジンが本来180PS/12500rpmに対し、日本仕様では騒音規制適合のため106PS/7000rpmとかなり抑えてあり、マフラーもバッフルが追加され排気口が狭められている(エンジンマップの入れ替え及びマフラーの変更でフルパワー化は可能であるが、マップ入れ替えは正規ディーラー用の機器が必要となる)。
なおスタンダードモデルの正式名称はRSV4 Rである。

### RSV4 Factory
RSV4 Factoryは真の意味でのホモロゲーションモデルと言える仕様で、スポーツ/サーキット走行を前提に更なる性能アップを果たしたモデルである。エンジン出力や仕様などはスタンダードモデルと同様であるが(日本仕様ではエンジンとマフラーもスタンダードと同一仕様)マグネシウム製エンジンカバーや可変菅長型エアファンネルの採用。オーリンズ製前後サスペンション及びステアリングダンパー、専用のアルミ鍛造ホイール、サイズはスタンダードと同様ながら専用設計のブレーキローターに加え、フロントのステム位置・スイングアームのピボット位置・エンジン搭載位置の調整変更が可能な専用フレーム(調整機能以外はスタンダードと同じアルミ製ツインスパーフレームであるまでも採用されている。2011年にはアプリリア・パフォーマンス・ライド・コントロール(APRC)と追加したRSV4 Factory APRCが追加されている。
2019年には進化版としてRSV4 1100 Factoryがデビューした。エンジンシリンダーのボアを78.0mmから81.0mmに拡大することで、排気量を999ccから1,078ccに引き上げた。レブリミッターは13,600rpmに設定され、最高出力は220PS(217hp)/13,200rpm、最大トルクは122Nm/11,000rpmに達する。燃料タンク満タン時の重量は199kgとなる。MotoGPマシンのRS-GPをイメージしたウイングレットとアクラポビッチ製チタンテールパイプも標準装備されている。なお、排気量を拡大したため、イタリアスーパーバイク選手権を除いて基本的に出場不可能となった。
2020年には、サスペンションの改良を受けた。2019年までのモデルと同様にオーリンズ製NIXとTTXを使用しているものの、電子制御式セミアクティブサスペンション化されている。
2021年には、欧州排出ガス規制の「Euro5」に適合させることを目的として改良を行った。コンピューター系の更新やエンジンの改良(ストローク52.3mm→53,32mm、排気量1,078cc→1,099cc)などによって、排出ガス規制に対応しつつ2020年モデルまでと変わらない220PSという最高出力を発揮する。「排気量拡大はレースのためでは無く、環境規制対応のためである。」という理由が認められ、全日本ロードレース選手権やブリティッシュスーパーバイク選手権のストッククラスへBoP適用の条件付きでの参戦が可能となった。